# 苏丹·夏赫里尔
苏丹·夏赫里尔（1909年3月5日—1966年4月9日），印度尼西亚政治家，是一位激进而又理想主义的人物，印度尼西亚独立运动领导人之一，是印尼民族主义者的代表人物。印尼独立后他成为首任内阁总理，曾三次组阁。 九三零事件后流亡海外，客死他乡。